# Завесе (филм)
Завесе (енгл. Curtains) канадски је слешер хорор филм из 1983. године, режисера Ричарда Чупке и Питера Р. Симпсона, са Самантом Егар, Џоном Верноном, Линдом Торсон и Лин Грифин у главним улогама. Радња прати групу младих глумица, које одлазе у изоловану вилу на кастинг за главну улогу у новом филму прослављеног редитеља, где их прогони маскирани серијски убица.
Након комерцијалног успеха Матурске вечери (1980), продуцент Питер Р. Симпсон је почео да ради на новом слешеру. Овога пута желео је да главни ликови буду одрасле особе, за разлику од већине других слешера тог времена, у коме су главни ликови тинејџери. Снимање је почело крајем 1980, али је сам процес продукције био праћен бројним проблемима због чега се одужио на готово три године.
Филм је премијерно приказан 4. марта 1980. Добио је помешане оцене критичара и стекао култни статус почетком 2000, када су фанови покренули петиције да се објави ДВД издање. Њихова жеља је услишена 2014. године, када је студио Synapse Films објавио филм на ДВД-у и Блу-реј диску

## Радња
Саманта Шервуд, лепа и успешна глумица која се прославила главним улогама у филмовима редитеља Џонатана Страјкера, на његов наговор пристаје да проведе одређено време у психијатријској болници, како би се припремила за улогу ментално нестабилне жене у његовом новом филму Одра. Она међутим сазнаје да је Стрјкер расписао конкурс за ову улогу и да је са групом девојака отишао у изоловану вилу, како би одлучио којој ће дати улогу. Бесна због тога што ју је преварио, Саманта бежи из болнице и спрема освету...

## Улоге
| Глумац           | Улога            |
| ---------------- | ---------------- |
| Џон Вернон       | Џонатан Страјкер |
| Линда Торсон     | Брук Парсонс     |
| Саманта Егар     | Саманта Шервуд   |
| Ен Дичберн       | Лоријан Самерс   |
| Лин Грифин       | Пети О'Конор     |
| Леслех Доналдсон | Кристи Бернс     |
| Сенди Кари       | Тара Демило      |
| Дебора Барџес    | Аманда Тјутер    |
| Мајкл Винкот     | Метју            |
| Мори Чајкин      | Монти            |
| Бут Севиџ        | Питер            |
| Кејт Линч        | рецепционерка    |
| Шенон Твид       | дублерка         |